# Volgai német autonóm terület
A Volgai Német Autonóm Terület (oroszul: Автономная область немцев Поволжья; németül: Arbeitskommune des Gebietes der WolgadeutschenAutonome Sozialistische Sowjetrepublik der Wolgadeutschen), gyakran Volgai Német AT (oroszul: АO Немцев Поволжья; németül: AO der Wolgadeutschen), a Szovjetunió, azon belül az Oroszországi SZSZSZK egyik autonóm területe volt. Közigazgatási központja Kozákváros (németül: Kosakenstadt, 1931-től Engels) volt.

## Történelme
A Volgai Német AT 1918. október 19-én jött létre az OSZSZSZK Népbiztosok Tanácsának rendeletével, az autonóm területek sorában is elsőként. Korábban a volgai németek Volgai Német Munkásállamnak, illetve Munkásköztársaságnak nevezték autonómiájukat. Az autonómia megalakításakor az OSZSZSZK Szaratovi terület székhelyét, Szaratov jelölték ki. Ezután Marxstadt városa lett a közigazgatási központ (1919. június 4-ig Jekatyerinánnak hívták), végül 1922. július 22-én Kozákváros (németül Kosakenstadt, korábban Pokrovszk, 1931-től Engels) kapta meg ezt a címet.
1923. december 19-én az autonóm területet Volgai Német Autonóm Szovjet Szocialista Köztársasággá alakították át. 1918-ig az Ekatyerinenstad és Rovnoje körüli területek a Novouzenszkiji járás részei voltak.

## Közigazgatási felosztása
A Volgai Német AT kialakulásával a Szaratovi területet három járásra osztották fel.
1. Golokaramisz járás, Balzer központtal (ma Krasznoarmejszk)
2. Ekatyerinenstadti járás, Ekatyerinenstadt központtal (1918-tól Marxstadt, ma Marks)
3. Rovnojei járás, Zelman központtal (ma Rovnoje)

1921. február 17-én a Volgai Német Autonóm Területet 13 kerületre osztották fel.
1. Antonovszkiji kerület, Antonovka központtal (1922. február 15-től Tonkourovka)
2. Ilovljai kerület, Kamenka központtal
3. Felső-karamanszkiji kerület, Flore központtal (ma Pervomajszkoje)
4. Eruszlansziji kerület, Langenfeld központtal (ma Kresty)
5. Karamiszi kerület, Balzer központtal (ma Krasznoarmejszk)
6. Marxstadti kerület, Marxstadt központtal (ma Marks)
7. Medvegyivszkiji kerület, Medvegyivszkij központtal
8. Dobrinkai kerület, Dobrinka központtal
9. Alsó-karamanszkiji kerület, Krasznij Jari központtal
10. Paninszkiji kerület, Paninszkoje központtal (ma Podlesznoje)
11. Rovnojei kerület, Zelman központtal (ma Rovnoje)
12. Tarlikszkiji kerület, Volszk központtal (ma Privolzhskoye)
13. Torgunszkiji kerület, Pallaszovka központtal

1922. június 22-én a Pokrovszkij kerületet az autonómiához csatolták.